# Guillermo Almada
Jorge Guillermo Almada (Montevideo, 18 juni 1969) is een Uruguayaans voormalig voetballer en huidig voetbaltrainer die als middenvelder speelde voor onder meer Barcelona Sporting Club en Cerro. Hij stopte in 2008 en stapte toen het trainersvak in. Almada leidde de Ecuadoraanse voetbalclub Barcelona Sporting Club in 2016 naar de vijftiende landstitel uit de geschiedenis van de club uit Guayaquil.

## Erelijst
Als speler
 Defensor Sporting
- Primera División: 1987, 1991

Als trainer
 River Plate
- Torneo Preparación: 2012

 Barcelona Sporting Club
- Liga Pro: 2015/16

 Pachuca
- Liga MX: Apertura 2022
- CONCACAF Champions Cup: 2024
- FIFA Challenger Cup: 2024
- FIFA Derby of the Americas: 2024